# Толберт (Нідерланди)
Толберт (нід. Tolbert) — село в нідерландській провінції Гронінген. Входить до муніципалітету Вестерквартір.
Його площа становить 12,74км², а населення станом на 2021 рік складало 4 475 осіб.
Перша згадка про населений пункт датується 1479 роком.

## Галерея

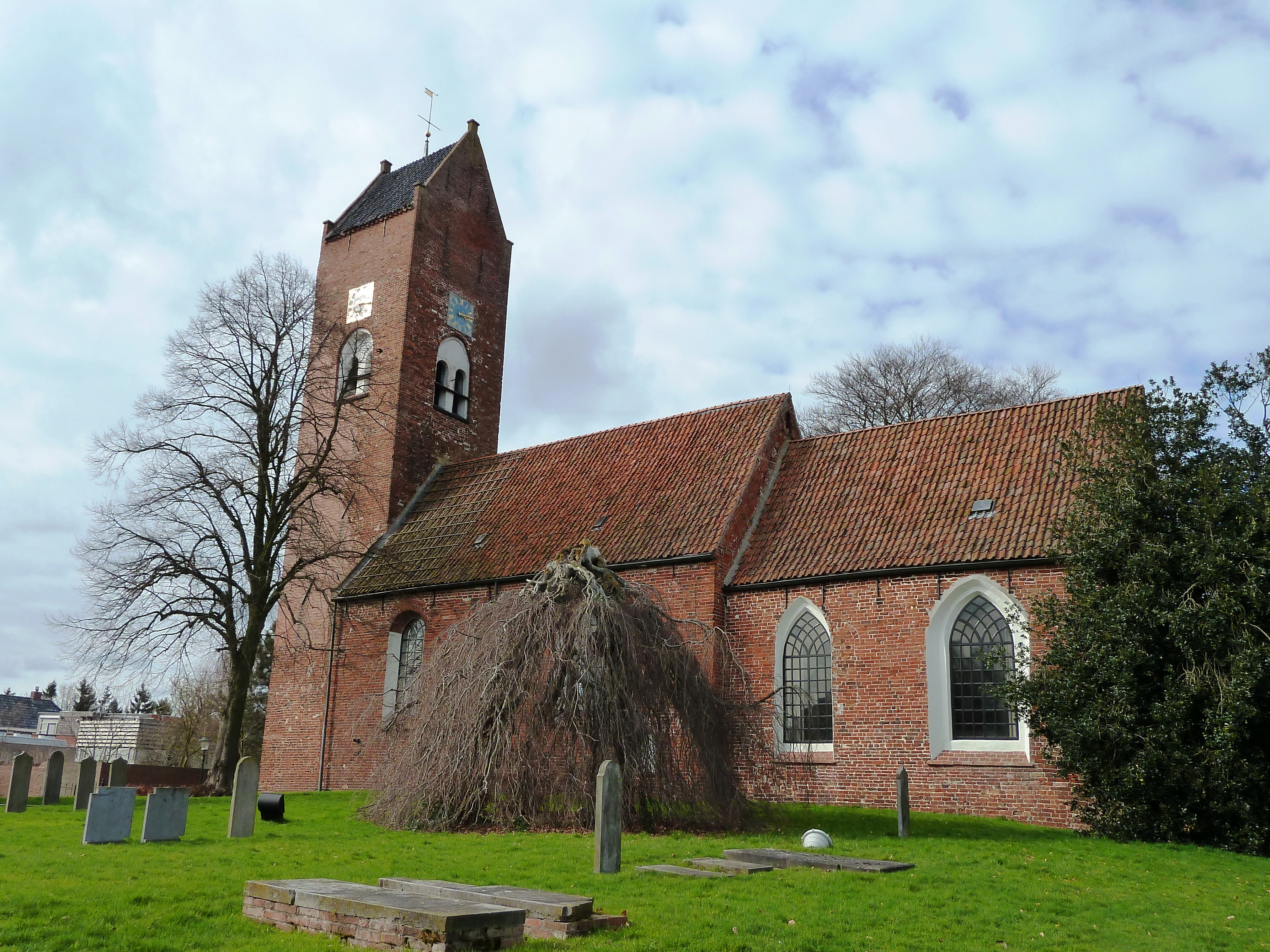
Церква
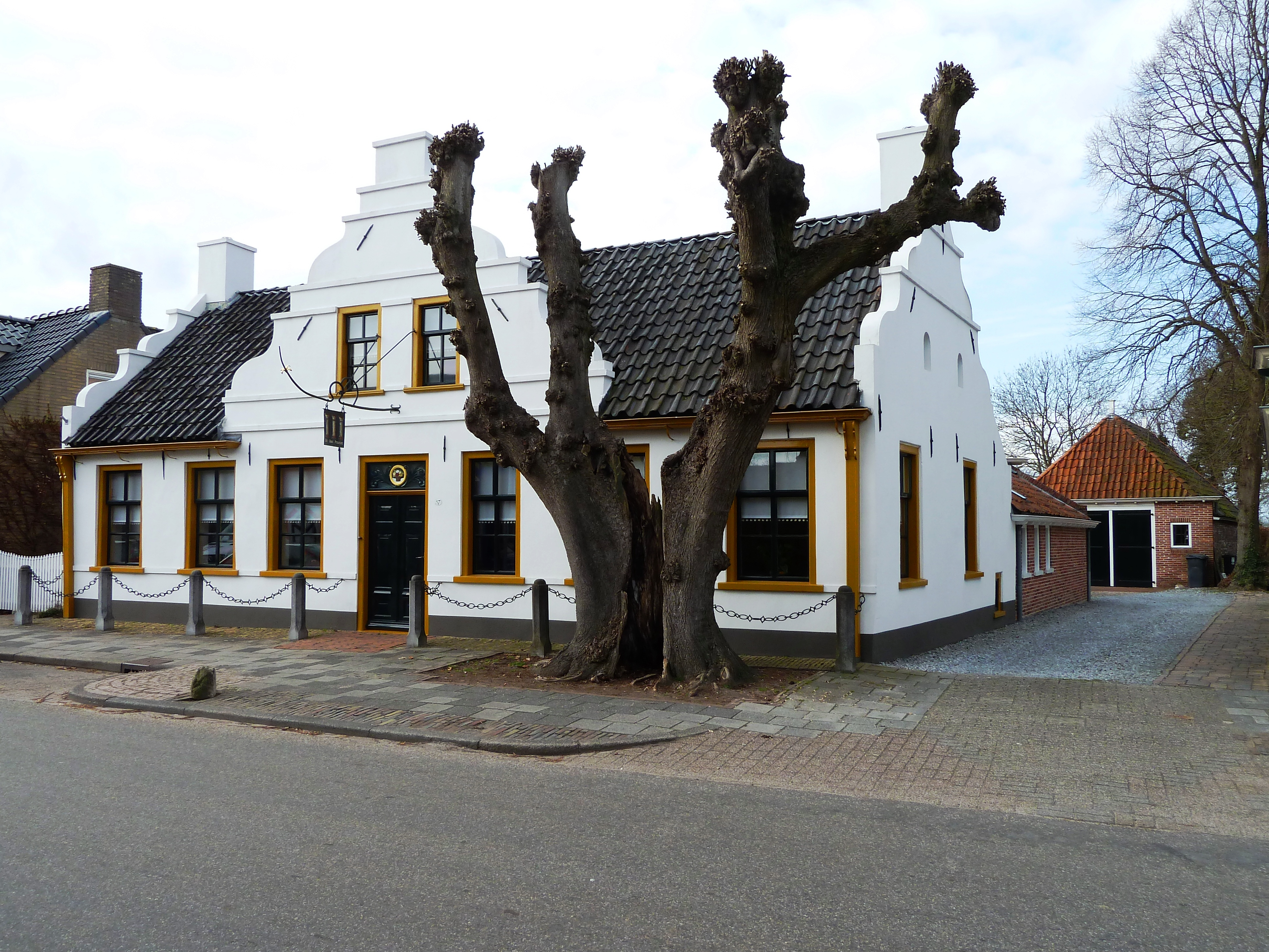
Паб "De Akker"
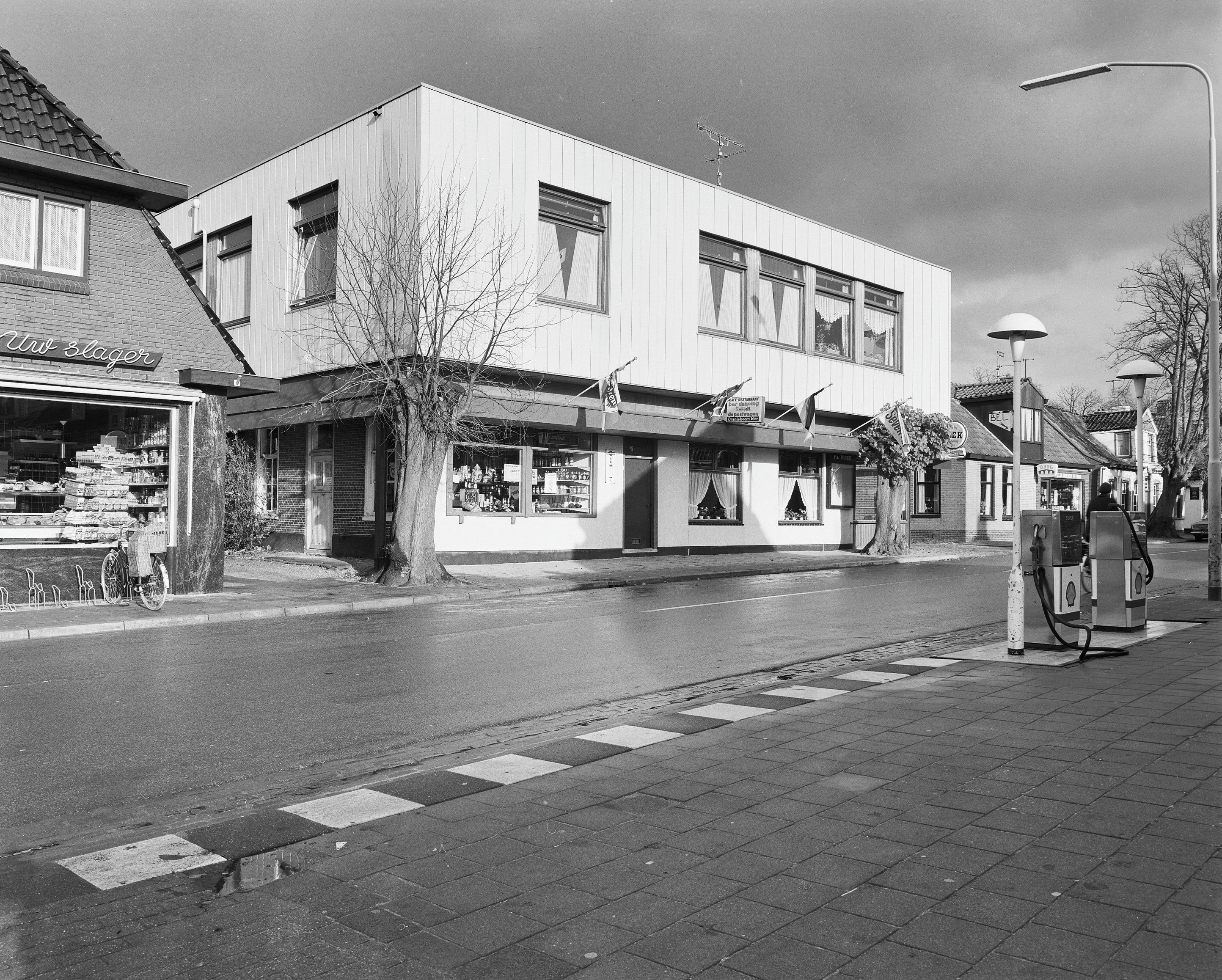
Сільський центр (фото 1975)
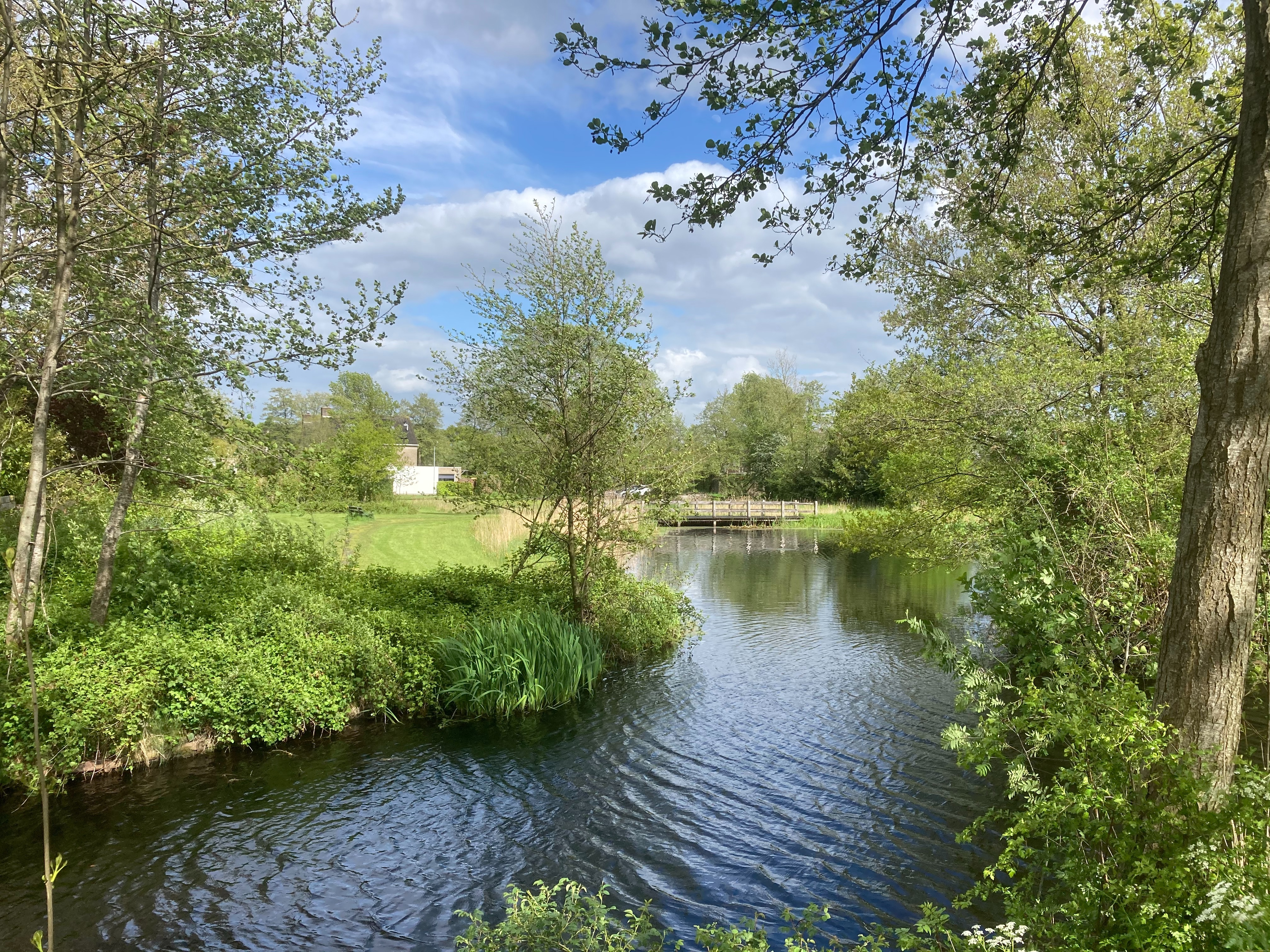
Головний канал